# 野村美術館

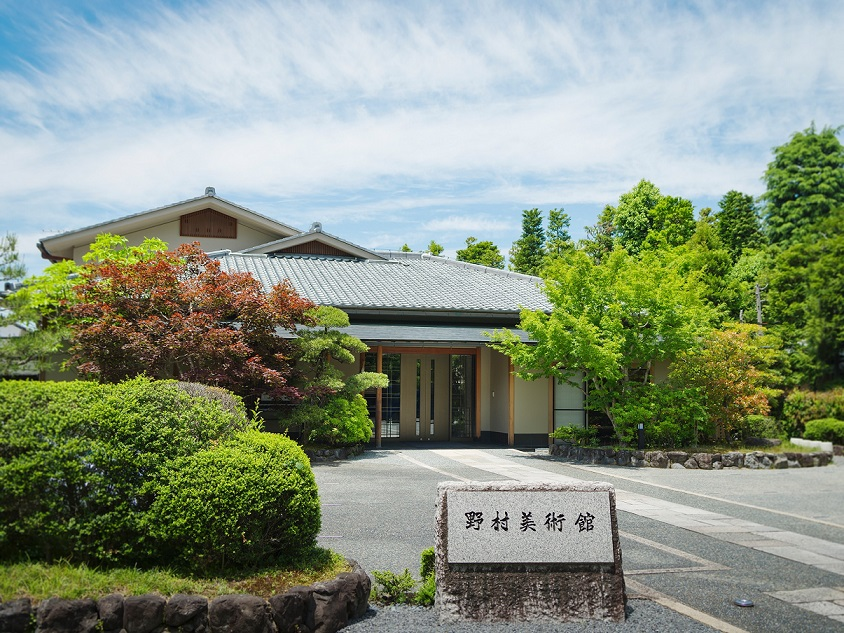

野村美術館（日语：しせいかいかん）是位於日本京都府京都市左京區南禪寺下河原町的一座美術館，主要收藏野村證券創業者野村德七的收集品。收藏有7件重要文化財。

## 历史
開業於1984年。附近有南禪寺和永觀堂。

## 外部連結
- 野村美術館 （页面存档备份，存于）
- おけいはんねっと内の紹介ページ （页面存档备份，存于）
- 野村別邸　碧雲荘の紹介 （页面存档备份，存于）